# Сандимаунт

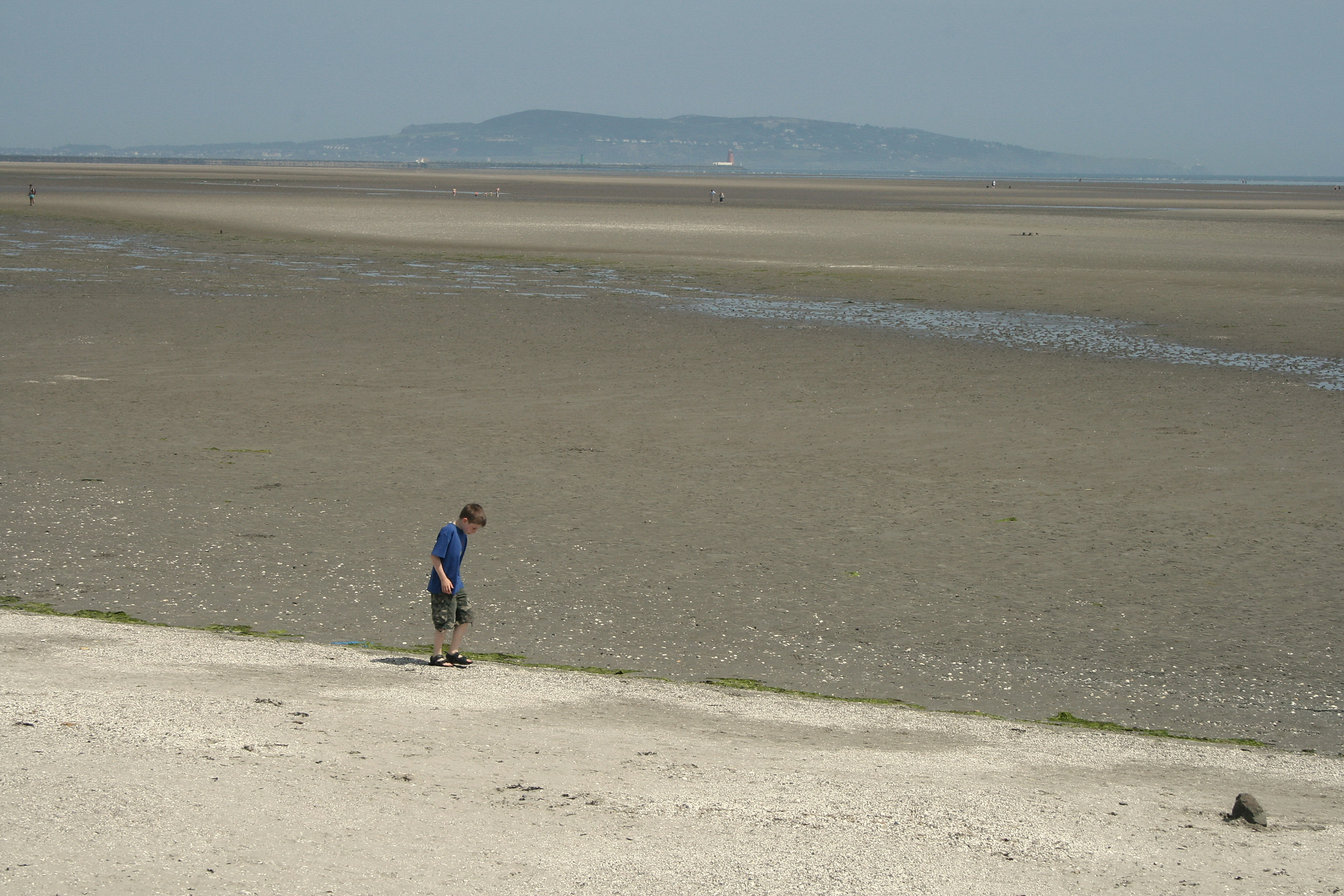

Сандимаунт (англ. Sandymount; ирл. Dumhach Thrá) — городской район Дублина в Ирландии, находится в административном графстве Дублин (провинция Ленстер).
Местная железнодорожная станция была открыта в январе 1835 года.
У Джеймса Джойса в его знаменитом романе «Улисс» две сцены разворачиваются в этих местах.